# Диэлектрическая проницаемость
Диэлектри́ческая проница́емость ({\displaystyle \varepsilon _{r}} и {\displaystyle \varepsilon _{a}}) — коэффициент, входящий в математическую запись закона Кулона для силы взаимодействия точечных зарядов {\displaystyle q_{1}} и {\displaystyle q_{2}}, находящихся в однородной изолирующей (диэлектрической) среде на расстоянии {\displaystyle r_{12}} друг от друга:
{\displaystyle F={\frac {1}{4\pi \varepsilon _{a}}}\cdot {\frac {|q_{1}q_{2}|}{r_{12}^{2}}},}
а также в уравнение связи вектора электрической индукции с напряжённостью электрического поля:
{\displaystyle \mathbf {D} =\varepsilon _{a}\mathbf {E} }
в рассматриваемой среде.
Вводятся абсолютная ({\displaystyle \varepsilon _{a}}) и относительная ({\displaystyle \varepsilon _{r}}; r от лат. relativus [-a, -um] — относительный) проницаемости:
{\displaystyle \varepsilon _{a}=\varepsilon _{0}\varepsilon _{r},}
где {\displaystyle \varepsilon _{0}} — электрическая постоянная.
Сам термин «диэлектрическая проницаемость» применяется и для {\displaystyle \varepsilon _{r}}, и для {\displaystyle \varepsilon _{a}}; ради краткости, одну из этих величин (в российской литературе чаще {\displaystyle \varepsilon _{r}}, в англоязычной {\displaystyle \varepsilon _{a}}) переобозначают как {\displaystyle \varepsilon } (из контекста обычно ясно, о какой проницаемости идёт речь).
Величина {\displaystyle \varepsilon _{r}} безразмерна, а {\displaystyle \varepsilon _{a}} по размерности совпадает с {\displaystyle \varepsilon _{0}} (в Международной системе единиц (СИ): фарад на метр, Ф/м).
Проницаемость {\displaystyle \varepsilon _{r}} показывает, во сколько раз сила взаимодействия двух электрических зарядов в конкретной среде меньше, чем в вакууме, для которого {\displaystyle \varepsilon _{r}=1}.
Отличие проницаемости от единицы обусловлено эффектом поляризации диэлектрика под действием внешнего электрического поля, в результате которой создаётся внутреннее противоположно направленное поле. В области низких частот {\displaystyle \omega } значение проницаемости реальных сред {\displaystyle \varepsilon _{r}>1}, обычно оно лежит в диапазоне 1—100, но для сегнетоэлектриков составляет десятки и сотни тысяч. Как функция частоты электрического поля величина {\displaystyle \varepsilon _{r}(\omega )} слегка возрастает на участках вне полос или линий поглощения электромагнитного излучения данным материалом, однако вблизи линий или полос резко спадает, из-за чего высокочастотная диэлектрическая проницаемость ниже статической. Имеет место связь проницаемости и показателя преломления вещества: для немагнитной непоглощающей среды {\displaystyle n^{2}(\omega )=\varepsilon _{r}(\omega ).}
Относительная диэлектрическая проницаемость {\displaystyle \varepsilon _{r}} является одним из «электромагнитных параметров» среды, влияющих на распределение компонент вектора напряжённости электромагнитного поля в пространстве и описывающих среду в материальных уравнениях электродинамики (уравнениях Максвелла).

## Абсолютная диэлектрическая проницаемость вакуума
Электрическая постоянная, она же «абсолютная диэлектрическая проницаемость вакуума», в системе единиц СИ равна:
{\displaystyle \varepsilon _{0}\approx 8{,}85\cdot 10^{-12}} Ф/м
(имеет размерность L−3 M−1 T4 I2).
В системе СГС эта же постоянная составляет {\displaystyle \varepsilon _{0}=1/4\pi ,} однако часто в СГС вообще не используют {\displaystyle \varepsilon _{0}}, надлежащим образом видоизменяя формулы. Например, закон Кулона:
{\displaystyle F=\varepsilon _{r}^{-1}\cdot |q_{1}q_{2}|/r_{12}^{2}.}
Электрическая постоянная связана с магнитной постоянной и скоростью света в вакууме:
{\displaystyle \varepsilon _{0}\mu _{0}=c^{-2}.}
Ниже все формулы приводятся для СИ, а символ {\displaystyle \varepsilon } используется как замена {\displaystyle \varepsilon _{r}} ({\displaystyle \varepsilon _{a}=\varepsilon _{0}\varepsilon }).

## Эффект поляризации диэлектрика и проницаемость

Схематическое изображение ориентации диполей в диэлектрической среде под воздействием электрического поля

Под воздействием электрического поля в диэлектрике происходит поляризация — явление, связанное с ограниченным смещением зарядов относительно положения равновесия без наложенного электрического поля или поворотом электрических диполей.
Это явление характеризует вектор электрической поляризации {\displaystyle \mathbf {P} ,} равный дипольному моменту единицы объёма диэлектрика. В отсутствие внешнего поля диполи ориентированы хаотично (см. на рисунке сверху), за исключением особых случаев спонтанной поляризации в сегнетоэлектриках. При наличии поля диполи в большей или меньшей степени поворачиваются (на рисунке снизу), в зависимости от восприимчивости {\displaystyle \chi (\omega )} конкретного материала, а восприимчивость, в свою очередь, определяет проницаемость {\displaystyle \varepsilon (\omega )}.
Помимо дипольно-ориентационного, имеются и другие механизмы поляризации. Поляризация не изменяет суммарного заряда в любом макроскопическом объёме однородного материала, однако она сопровождается появлением связанных электрических зарядов на поверхности диэлектрика и в местах неоднородностей среды. Эти связанные заряды создают в диэлектрике дополнительное макроскопическое поле, как правило, направленное против внешнего наложенного поля. В итоге то, что {\displaystyle \varepsilon _{a}\neq \varepsilon _{0}} является следствием электрической поляризации материалов.

## Роль диэлектрической проницаемости среды в физике
Относительная диэлектрическая проницаемость {\displaystyle \varepsilon } среды, наряду с её относительной магнитной проницаемостью {\displaystyle \mu } и удельной электропроводностью {\displaystyle \sigma ,} влияет на распределение напряжённости электромагнитного поля в пространстве и используется при описании среды в системе уравнений Максвелла.
Среду со значениями {\displaystyle \mu =1} и {\displaystyle \sigma =0} называют идеальным диэлектриком (диэлектриком без поглощения, диэлектриком без потерь), для неё {\displaystyle \varepsilon } определяет такие вторичные параметры, как коэффициент преломления среды, скорость распространения, фазовую скорость и коэффициент укорочения длины электромагнитной волны в среде, волновое сопротивление среды.
Относительная диэлектрическая проницаемость реальных диэлектриков (диэлектриков с потерями, диэлектриков с поглощением, для которых {\displaystyle \sigma >0}) также влияет на значение тангенса угла диэлектрических потерь и коэффициент поглощения электромагнитной волны в среде.
Относительная диэлектрическая проницаемость среды влияет на электрическую ёмкость расположенных в ней проводников: увеличение {\displaystyle \varepsilon } приводит к увеличению ёмкости. При изменении {\displaystyle \varepsilon } в пространстве (то есть, если {\displaystyle \varepsilon } зависит от координат) говорят о неоднородной среде, зависимость {\displaystyle \varepsilon } от частоты электромагнитных колебаний — одна из возможных причин дисперсии электромагнитных волн, зависимость {\displaystyle \varepsilon } от напряжённости электрического поля — одна из возможных причин нелинейности среды. Если среда является анизотропной, то в материальном уравнении {\displaystyle \varepsilon } будет не скаляром, а тензором. При использовании метода комплексных амплитуд в решении системы уравнений Максвелла и наличии потерь в среде ({\displaystyle \sigma >0}) оперируют комплексной диэлектрической проницаемостью.
Таким образом, {\displaystyle \varepsilon } является одним из важнейших «электромагнитных параметров» соответствующей среды.

## Диэлектрическая проницаемость непоглощающей среды

### Проницаемость и связанные с ней величины
Применительно к диэлектрической среде без потерь справедливы соотношения:
{\displaystyle \mathbf {D} =\varepsilon _{0}\mathbf {E} +\mathbf {P} =\varepsilon _{0}(1+\chi )\mathbf {E} =\varepsilon _{0}\varepsilon \mathbf {E} .}
В большинстве случаев {\displaystyle \chi } и, соответственно, {\displaystyle \varepsilon } — это просто безразмерные константы конкретного материала. В вакууме {\displaystyle \chi } равно нулю.
Особая ситуация возникает для нелинейных сред, когда {\displaystyle \varepsilon } зависит от величины поля {\displaystyle E}; такое возможно в сравнительно сильных полях. В сегнетоэлектриках возможно появление спонтанной поляризации, а именно сохранение поляризации {\displaystyle \mathbf {P} \neq 0} после снятия ранее наложенного внешнего поля.
Распределение электрического поля в пространстве с различными диэлектриками находится из численного решения уравнения Максвелла:
{\displaystyle {\boldsymbol {\nabla }}\cdot \mathbf {D(r)} =\rho (\mathbf {r} ),}
или уравнения Пуассона для электрического потенциала {\displaystyle \varphi :}
{\displaystyle {\boldsymbol {\nabla }}\left(\varepsilon (\mathbf {r} ){\boldsymbol {\nabla }}\varphi (\mathbf {r} )\right)=-\varepsilon _{0}^{-1}\rho (\mathbf {r} ),}
где {\displaystyle \rho (\mathbf {r} )} обозначает объёмную плотность сторонних (то есть внедрённых извне, не входящих в состав молекул диэлектрика) зарядов, а {\displaystyle {\boldsymbol {\nabla }}} — оператор набла.
На незаряженной границе двух диэлектрических сред отношение нормальных компонент напряжённости поля {\displaystyle E_{n}} с обеих сторон равно обратному отношению значений проницаемости сред.
В случае однородного диэлектрика его наличие приводит к снижению электрического поля {\displaystyle \mathbf {E} (\mathbf {r} )} в {\displaystyle \varepsilon } раз, по сравнению со случаем вакуума при том же распределении сторонних зарядов. Помимо закона Кулона, практически важным примером является конденсатор любой геометрии, заряд (но не разность потенциалов) обкладок которого фиксирован.

### Проницаемость в оптическом диапазоне частот
Диэлектрическая проницаемость, совместно с магнитной, определяют фазовую скорость распространения электромагнитной волны в рассматриваемой среде, а именно:
{\displaystyle \varepsilon _{0}\varepsilon (\omega )\mu _{0}\mu (\omega )=v_{ph}^{-2}.}
Показатель преломления диэлектрика без потерь можно выразить как квадратный корень из произведения его магнитной и диэлектрической проницаемостей:
{\displaystyle n(\omega )={\sqrt {\mu (\omega )\cdot \varepsilon (\omega )}}.}
Для немагнитных сред {\displaystyle \mu =1.} Значения {\displaystyle \varepsilon } для существенного в конкретном контексте оптического диапазона могут очень сильно отличаться от статических значений: как правило, {\displaystyle \varepsilon } намного ниже, чем для статического поля.
Однако, если рассматривать оптический диапазон частот сам по себе, то в нём с ростом {\displaystyle \omega } величина {\displaystyle \varepsilon } (а значит, и {\displaystyle n}) чаще всего возрастает. Такое поведение показателя преломления («синий свет преломляется сильнее красного») является случаем так называемой нормальной дисперсии. Противоположную ситуацию аномальную дисперсию можно наблюдать вблизи полос поглощения, но такой случай не может рассматриваться как случай без диссипативных потерь.

### Тензор проницаемости анизотропных сред
Диэлектрическая проницаемость связывает электрическую индукцию {\displaystyle \mathbf {D} } и напряжённость электрического поля {\displaystyle \mathbf {E} .}
В электрически анизотропных средах компонента вектора напряжённости {\displaystyle E_{i}} может не только влиять на ту же самую компоненту вектора электрической индукции {\displaystyle D_{i},} но и порождать другие его компоненты {\displaystyle D_{j}(j\neq i).}
В общем случае проницаемость является тензором, определяемым из следующего соотношения (в записи использовано соглашение Эйнштейна):
{\displaystyle D_{i}=\varepsilon _{0}\varepsilon _{ij}E_{j},}
или, иначе:
{\displaystyle \mathbf {D} ={\boldsymbol {\varepsilon }}_{a}\mathbf {E} ,}
где жирный шрифт использован для векторных и тензорных величин, 
{\displaystyle \mathbf {E} =E_{1}\mathbf {e} _{1}+E_{2}\mathbf {e} _{2}+E_{3}\mathbf {e} _{3}} — вектор напряжённости электрического поля,
{\displaystyle \mathbf {D} =D_{1}\mathbf {e} _{1}+D_{2}\mathbf {e} _{2}+D_{3}\mathbf {e} _{3}} — вектор электрической индукции,
{\displaystyle {\boldsymbol {\varepsilon }}_{a}=\varepsilon _{0}\varepsilon _{ij}} — тензор абсолютной диэлектрической проницаемости.
В изотропном случае любая компонента вектора напряжённости {\displaystyle E_{i}} влияет только на {\displaystyle D_{i},} при этом {\displaystyle \varepsilon _{ij}=~\delta _{ij}\varepsilon ,} где {\displaystyle \delta _{ij}-} символ Кронекера, поэтому уравнения Максвелла могут быть записаны с использованием скалярной диэлектрической проницаемости ({\displaystyle \varepsilon -} просто коэффициент в уравнении).

### Статическая проницаемость некоторых диэлектриков
Значение {\displaystyle \varepsilon } вакуума равно единице, для реальных сред в статическом поле {\displaystyle \varepsilon >1.} Для воздуха и большинства других газов в нормальных условиях значение {\displaystyle \varepsilon } близко к единице в силу их низкой плотности. В статическом электрическом поле для большинства твёрдых или жидких диэлектриков значение {\displaystyle \varepsilon } лежит в интервале от 2 до 8, для жидкой воды значение {\displaystyle \varepsilon } достаточно высокое, 88 при {\displaystyle 0^{\circ }.} А у твердого льда {\displaystyle \varepsilon } больше и составляет 97 при {\displaystyle 0^{\circ }.} Это объясняется тем, что переход атома Н от одного атома кислорода к другому атому вызывает перестройку ковалентных и водородных связей у обоих этих атомов кислорода и в их в окрестности. В результате вся структура ковалентных и водородных связей во льду сильно флуктуирует, и это приводит к аномально высокой поляризуемости льда, превосходя диэлектрическую проницаемость жидкой воды.
Значение {\displaystyle \varepsilon } велико для веществ с молекулами, обладающими большим электрическим дипольным моментом. Значение {\displaystyle \varepsilon } сегнетоэлектриков составляет десятки и сотни тысяч.
| Статическая диэлектрическая проницаемость материалов (таблица) | Статическая диэлектрическая проницаемость материалов (таблица)                 | Статическая диэлектрическая проницаемость материалов (таблица) | Статическая диэлектрическая проницаемость материалов (таблица) |
| Вещество                                                       | Химическая формула                                                             | Условия измерения                                              | Характерное значение εr                                        |
| -------------------------------------------------------------- | ------------------------------------------------------------------------------ | -------------------------------------------------------------- | -------------------------------------------------------------- |
| Вакуум                                                         | -                                                                              | -                                                              | 1                                                              |
| Воздух                                                         | -                                                                              | Нормальные условия, 0,9 МГц                                    | 1,00058986 ± 0,00000050                                        |
| Углекислый газ                                                 | {\displaystyle {\ce {CO2}}}                                                    | Нормальные условия                                             | 1,0009                                                         |
| Тефлон (политетрафторэтилен, фторопласт)                       | {\displaystyle {\ce {[{-CF2-CF2-}]_n}}}                                        | -                                                              | 2,1                                                            |
| Нейлон                                                         | -                                                                              | -                                                              | 3,2                                                            |
| Полиэтилен                                                     | {\displaystyle {\ce {[{-CH2-CH2-}]_n}}}                                        | -                                                              | 2,25                                                           |
| Полистирол                                                     | {\displaystyle {\ce {[{-CH2-{(C6H5)}H-}]_{n}}}}                                | -                                                              | 2,4-2,7                                                        |
| Каучук                                                         | -                                                                              | -                                                              | 2,4                                                            |
| Битум                                                          | -                                                                              | -                                                              | 2,5-3,0                                                        |
| Сероуглерод                                                    | {\displaystyle {\ce {CS2}}}                                                    | -                                                              | 2,6                                                            |
| Парафин                                                        | {\displaystyle {\ce {C18H38-C35H72}}}                                          | -                                                              | 2,0-3,0                                                        |
| Бумага                                                         | -                                                                              | -                                                              | 2,0-3,5                                                        |
| Электроактивные полимеры                                       | −                                                                              | −                                                              | 2-12                                                           |
| Эбонит                                                         | {\displaystyle {\ce {(C6H9S)_2}}}                                              | −                                                              | 2,5-3,0                                                        |
| Плексиглас (оргстекло)                                         | -                                                                              | -                                                              | 3,5                                                            |
| Кварц                                                          | {\displaystyle {\ce {SiO2}}}                                                   | -                                                              | 3,5-4,5                                                        |
| Диоксид кремния                                                | {\displaystyle {\ce {SiO2}}}                                                   | −                                                              | 3,9                                                            |
| Бакелит                                                        | -                                                                              | -                                                              | 4,5                                                            |
| Бетон                                                          | −                                                                              | −                                                              | 4,5                                                            |
| Фарфор                                                         | −                                                                              | −                                                              | 4,5-4,7                                                        |
| Стекло                                                         | −                                                                              | −                                                              | 4,7 (3,7-10)                                                   |
| Стеклотекстолит FR-4                                           | -                                                                              | -                                                              | 4,5-5,2                                                        |
| Гетинакс                                                       | -                                                                              | -                                                              | 5-6                                                            |
| Слюда                                                          | -                                                                              | -                                                              | 7,5                                                            |
| Резина                                                         | −                                                                              | −                                                              | 7                                                              |
| Поликор                                                        | 98 % {\displaystyle {\ce {Al2O3}}}                                             | -                                                              | 9,7                                                            |
| Алмаз                                                          | {\displaystyle {\ce {C}}}                                                      | Нормальные условия                                             | 5,5-10                                                         |
| Поваренная соль                                                | {\displaystyle {\ce {NaCl}}}                                                   | −                                                              | 3-15                                                           |
| Графит                                                         | {\displaystyle {\ce {C}}}                                                      | −                                                              | 10-15                                                          |
| Керамика                                                       | −                                                                              | −                                                              | 10-20                                                          |
| Кремний                                                        | {\displaystyle {\ce {Si}}}                                                     | −                                                              | 11.68                                                          |
| Бор                                                            | {\displaystyle {\ce {B}}}                                                      | −                                                              | 2.01                                                           |
| Аммиак                                                         | {\displaystyle {\ce {NH3}}}                                                    | 20 °C                                                          | 17                                                             |
|                                                                |                                                                                | 0 °C                                                           | 20                                                             |
|                                                                |                                                                                | −40 °C                                                         | 22                                                             |
|                                                                |                                                                                | −80 °C                                                         | 26                                                             |
| Спирт этиловый                                                 | {\displaystyle {\ce {C2H5OH}}} или {\displaystyle {\ce {CH3-CH2-OH}}}          | −                                                              | 27                                                             |
| Метанол                                                        | {\displaystyle {\ce {CH3OH}}}                                                  | −                                                              | 30                                                             |
| Этиленгликоль                                                  | {\displaystyle {\ce {HO-CH2-CH2-OH}}}                                          | −                                                              | 37                                                             |
| Фурфурол                                                       | {\displaystyle {\ce {C5H4O2}}}                                                 | −                                                              | 42                                                             |
| Глицерин                                                       | {\displaystyle {\ce {HOCH2(OH)-CH2OH}}} или {\displaystyle {\ce {C3H5(OH)_3}}} | 0 °C                                                           | 41,2                                                           |
|                                                                |                                                                                | 20 °C                                                          | 47                                                             |
|                                                                |                                                                                | 25 °C                                                          | 42,5                                                           |
| Вода                                                           | {\displaystyle {\ce {H2O}}}                                                    | 200 °C                                                         | 34,5                                                           |
|                                                                |                                                                                | 100 °C                                                         | 55,3                                                           |
|                                                                |                                                                                | 20 °C                                                          | 81                                                             |
|                                                                |                                                                                | 0 °C                                                           | 88                                                             |
| Плавиковая кислота                                             | {\displaystyle {\ce {HF}}}                                                     | 0 °C                                                           | 83,6                                                           |
| Формамид                                                       | {\displaystyle {\ce {HCONH2}}}                                                 | 20 °C                                                          | 84                                                             |
| Серная кислота                                                 | {\displaystyle {\ce {H2SO4}}}                                                  | 20-25 °C                                                       | 84-100                                                         |
| Пероксид водорода                                              | {\displaystyle {\ce {H2O2}}}                                                   | −30 °C — +25 °C                                                | 128                                                            |
| Синильная кислота                                              | {\displaystyle {\ce {HCN}}}                                                    | (0-21 °C)                                                      | 158                                                            |
| Диоксид титана                                                 | {\displaystyle {\ce {TiO2}}}                                                   | -                                                              | 86-173                                                         |
| Титанат кальция                                                | {\displaystyle {\ce {CaTiO3}}}                                                 | -                                                              | 170                                                            |
| Титанат стронция                                               | {\displaystyle {\ce {SrTiO3}}}                                                 | -                                                              | 310                                                            |
| Титанат бария-стронция                                         | {\displaystyle {\ce {(Ba_{1-x}Sr_x)TiO3}}}, {\displaystyle 0<x<1}              | -                                                              | 500                                                            |
| Титанат бария                                                  | {\displaystyle {\ce {BaTiO3}}}                                                 | (20-120 °C)                                                    | 1250-10000                                                     |
| Цирконат-титанат свинца                                        | {\displaystyle {\ce {(Pb[Zr_xTi_{1-x}]O3)}}}, {\displaystyle 0<x<1})           |                                                                | 500-6000                                                       |
| Сополимеры                                                     | -                                                                              | -                                                              | до 100000                                                      |
| Сульфид кадмия                                                 | {\displaystyle {\ce {CdS}}}                                                    |                                                                | 9,3                                                            |

Большой диэлектрической проницаемостью обладают некоторые сложные вещества: CCTO-керамика и LSNO-керамика ({\displaystyle \varepsilon } около 102 и 106 соответственно).
Кроме того, исследуются и метаматериалы. Например диэлектрическая проницаемость порядка 107—108 была обнаружена у металлических наноостровковых структур на диэлектрических подложках.
В электронике диэлектрическая проницаемость изоляционных материалов является одним из основных параметров для электрических конденсаторов. Применение материала с высокой диэлектрической проницаемостью позволяет существенно сократить габаритные размеры конденсатора. Например, ёмкость плоского конденсатора:
{\displaystyle C=\varepsilon _{0}\varepsilon {\frac {S}{d}},}
где {\displaystyle \varepsilon } — относительная диэлектрическая проницаемость материала между обкладками,
{\displaystyle S} — площадь обкладок конденсатора,
{\displaystyle d} — расстояние между обкладками.
Таким образом, требуемая площадь {\displaystyle S} обкладок обратно пропорциональна {\displaystyle \varepsilon .} Значение диэлектрической проницаемости материала основания учитывается при разработке печатных плат, поскольку оно влияет на значение статической ёмкости проводящего рисунка слоёв питания и волновое сопротивление проводников (линий передачи сигналов) на плате.
Помимо обозначения {\displaystyle \varepsilon ,} ранее для относительной диэлектрической проницаемости иногда применялось обозначение {\displaystyle \kappa ,} которое при отсутствии греческих шрифтов заменяли на {\displaystyle k}. Это обозначение ныне почти не используется и сохранилось лишь применительно к диэлектрикам в полевых транзисторах с изолированным затвором.
Традиционно в таких приборах используется диоксид кремния (SiO2). Однако в целях миниатюризации транзисторов на определённом этапе потребовался переход к материалам с более высокой, чем у SiO2 (3,9), проницаемостью. Это позволяет получить нужную ёмкость при более толстом слое материала, что полезно, так как для тонких слоёв актуальны проблемы надёжности и туннельных утечек. Примерами применяемых подзатворных «high-k» диэлектриков являются ZrO2, HfO2 (у двух названных материалов {\displaystyle \varepsilon \sim 25}), TiO2 ({\displaystyle \sim 80}) и ряд других. Микросхемы на базе транзисторов с такими материалами начали серийно выпускаться в 2000-е годы. Поиск новых подзатворных материалов продолжается.

## Проницаемость диэлектрической среды с потерями

### Комплексная диэлектрическая проницаемость
При описании колебаний электрического поля методом комплексных амплитуд в случае диэлектрической среды с конечной проводимостью {\displaystyle \sigma } уравнения Максвелла можно записывать по аналогии со случаем идеального диэлектрика, если ввести мнимую компоненту проницаемости.
Пусть напряжённость электрического поля изменяется во времени по гармоническому закону (далее {\displaystyle i} — мнимая единица):
{\displaystyle \mathbf {E} =\mathbf {E} _{0}e^{-i\omega t}.}
Тогда {\displaystyle \partial \mathbf {E} /\partial t=-i\omega \mathbf {E} }, а уравнение Максвелла для магнитного поля применительно к проводящей среде выглядит:
{\displaystyle {\boldsymbol {\nabla }}\times \mathbf {H} =\mathbf {j} +{\frac {\partial \mathbf {D} }{\partial t}}=\sigma \mathbf {E} +\varepsilon _{0}\varepsilon {\frac {\partial \mathbf {E} }{\partial t}}=\varepsilon _{0}\left(\varepsilon +{\frac {i\sigma }{\varepsilon _{0}\omega }}\right){\frac {\partial \mathbf {E} }{\partial t}}.}
Чтобы привести это уравнение к виду, формально совпадающему с видом уравнения для непроводящей среды, величина, стоящая в скобках, интерпретируется как комплексная диэлектрическая проницаемость {\displaystyle {\hat {\varepsilon }}.} Значок сверху (опускаемый, если это не влечёт двусмысленности) подчёркивает, что речь идёт о комплексной величине. При наличии анизотропии {\displaystyle {\hat {\varepsilon }}} становится тензорной величиной. Иногда в методе комплексных амплитуд используют зависимость вида {\displaystyle \mathbf {E} =\mathbf {E} _{0}e^{i\omega t}} — тогда знак перед {\displaystyle i} должен быть заменён везде.
Даже в случаях, когда в постоянном электрическом поле среда обладает очень малой проводимостью, на высоких частотах могут проявиться существенные потери, которые при таком подходе приписываются некоторой «эффективной» диэлектрической проницаемости:
{\displaystyle {\hat {\varepsilon }}=\varepsilon '+\mathrm {i} \varepsilon ''.}
Наличие мнимой части связано с конечной проводимостью {\displaystyle \sigma ,} которая и обусловливает поглощение. Если частота изменения поля составляет {\displaystyle \omega }, то {\displaystyle \varepsilon ''=\sigma /\varepsilon _{0}\omega }.
Без метода комплексных амплитуд подставлять комплексную {\displaystyle {\hat {\varepsilon }}} в уравнения Максвелла нельзя (следует оперировать непосредственно {\displaystyle \varepsilon } и {\displaystyle \sigma }). Однако если известны {\displaystyle \varepsilon '} и {\displaystyle \varepsilon '',} то можно воспользоваться ими для анализа свойств среды, вычисления ряда других параметров включая показатель поглощения, а также получить готовыми {\displaystyle \varepsilon =\varepsilon '} и {\displaystyle \sigma =\varepsilon _{0}|\varepsilon ''|\cdot \omega } для соответствующей частоты.

### Характеристика диэлектрических потерь
Плотность мощности (Ватт/м3) тепловыделения за счёт диэлектрических потерь составляет:
{\displaystyle w_{\mathrm {loss} }={\frac {W_{\mathrm {loss} }}{V}}=\omega \cdot \varepsilon _{0}\cdot |\varepsilon ''|\cdot E^{2}.}
Подобный механизм разогрева широко используется в микроволновых печах. Для характеристики диэлектрика с поглощением также используется величина «тангенса угла потерь» — отношение мнимой и вещественной частей комплексной диэлектрической проницаемости:
{\displaystyle {\rm {{tg}\,\delta ={\frac {|\varepsilon ''|}{\varepsilon '}}={\frac {\sigma }{\omega \varepsilon _{0}\varepsilon '}}.}}}
При протекании переменного тока через конденсатор векторы напряжения и тока сдвинуты на угол {\displaystyle \pi /2-\delta }, где δ — угол диэлектрических потерь.
При отсутствии потерь δ = 0. Тангенс угла потерь определяется отношением активной мощности к реактивной при синусоидальном напряжении заданной частоты. Величина, обратная tg δ, называется добротностью конденсатора.
При наличии поглощения взаимосвязь между компонентами комплексной проницаемости и оптическими величинами (показателями преломления и поглощения) устанавливается с использованием соотношений Крамерса — Кронига и имеет вид:
{\displaystyle (n+\mathrm {i} k)^{2}=(\varepsilon '+\mathrm {i} \varepsilon '')\mu ,}
откуда для немагнитных сред следует:
{\displaystyle n^{2}={\frac {1}{2}}\cdot \left({\sqrt {\varepsilon '^{2}+\varepsilon ^{\prime \prime 2}}}+\varepsilon '\right),}
{\displaystyle k^{2}={\frac {1}{2}}\cdot \left({\sqrt {\varepsilon '^{2}+\varepsilon ^{\prime \prime 2}}}-\varepsilon '\right).}

### Типичная частотная зависимость проницаемости

Типичное поведение вещественной и мнимой составляющих диэлектрической проницаемости в широком диапазоне частот. Области резкого изменения этих составляющих соответствуют линиям поглощения, которые могут иметь различную природу: дипольная или ионная релаксация, атомные и электронные резонансы на высоких частотах. СВЧ — сверхвысокие частоты, ИК — инфракрасный диапазон, ВД — видимый диапазон, УФ — ультрафиолетовый диапазон.

Зависимость действительной и мнимой составляющих диэлектрической проницаемости воды при 20 °C

Параметры {\displaystyle \varepsilon '} и {\displaystyle \sigma } обычно сильно зависят от частоты колебаний напряженности электрического поля. Например, ясно, что в дипольной модели поляризации процесс ориентации диполей может не успевать следовать за изменениями приложенного поля, что может проявиться как возрастанием, так и снижением проницаемости по сравнению с её статическим значением.
Наиболее типичное поведение {\displaystyle \varepsilon '} и {\displaystyle \varepsilon ''} как функций частоты {\displaystyle \omega } представлено на рисунке. Далеко от линий и полос поглощения («собственных частот») материала значения {\displaystyle \varepsilon ''} малы, а {\displaystyle \varepsilon '} не изменяется или слабо растёт с частотой. В областях вблизи линий компонента {\displaystyle \varepsilon ''} имеет максимумы, а {\displaystyle \varepsilon '} резко спадает. При этом не исключена ситуация, при которой {\displaystyle \varepsilon '(\omega )} в каком-то диапазоне окажется отрицательным или положительным, но меньше единицы. Практически {\displaystyle \varepsilon '<0} является редким случаем, а ситуация {\displaystyle 0<\varepsilon '(\omega )<1} на предельно высоких (рентгеновских) частотах характерна для всех материалов: в этой области {\displaystyle \varepsilon '} с ростом {\displaystyle \omega } подходит к единице снизу.
Таблицы неспециализированных справочников обычно содержат данные для статического поля или малых частот вплоть до нескольких единиц кГц (иногда даже без указания данного факта). В то же время значения {\displaystyle \varepsilon '} в оптическом диапазоне (частота 1014 Гц) намного отличаются в меньшую сторону от данных, представленных в подобных таблицах. Например для воды в случае статического поля относительная диэлектрическая проницаемость приблизительно равна 80. Это имеет место вплоть до инфракрасных частот. Начиная примерно с 2 ГГц {\displaystyle \varepsilon } (здесь {\displaystyle \varepsilon '\approx \varepsilon }) начинает падать. В оптическом диапазоне {\displaystyle \varepsilon } составляет около 1,77, соответственно показатель преломления воды равен 1,33, а не квадратному корню из восьмидесяти.
Сведения о поведении относительной диэлектрической проницаемости воды в диапазоне частот от 0 до 1012 (инфракрасная область) можно найти на сайте (англ.).

## Измерение диэлектрической проницаемости
Относительная диэлектрическая проницаемость вещества {\displaystyle \varepsilon } может быть определена путём сравнения ёмкости тестового конденсатора с данным диэлектриком ({\displaystyle C_{x}}) и ёмкости того же конденсатора в вакууме ({\displaystyle C_{0}}):
{\displaystyle \varepsilon ={\frac {C_{x}}{C_{0}}}.}
Cуществуют и оптические методы получения относительной диэлектрической проницаемости по коэффициенту преломления при помощи эллипсометров и рефрактометров.